# Schieren
Schieren é uma comuna do Luxemburgo, pertence ao distrito de Diekirch e ao cantão de Diekirch.

## Demografia
Dados do censo de 15 de fevereiro de 2001:
- população total: 1.358
  - homens: 672
  - mulheres: 686

- densidade: 130,45 hab./km²

- distribuição por nacionalidade:

| Nacionalidade  | População | %      |
| -------------- | --------- | ------ |
| luxemburgueses | 938       | 69,07% |
| estrangeiros   | 420       | 30,93% |
| - portugueses  | 249       | 18,34% |
| - franceses    | 11        | 0,81%  |
| - italianos    | 36        | 2,65%  |
| - belgas       | 32        | 2,36%  |
| - alemães      | 18        | 1,33%  |
| - iuguslavos   | 12        | 0,88%  |
| - outros       | 62        | 4,57%  |

- Crescimento populacional:

| Ano        | População |
| ---------- | --------- |
| 15/02/2001 | 1.358     |
| 01/01/2002 | 1.349     |
| 01/01/2003 | 1.373     |
| 01/01/2004 | 1.380     |
| 01/01/2005 | 1.369     |